# Сидаревич, Анатолий Михайлович
Сидаревич, Анатолий Михайлович (бел. Анатоль Міхайлавіч Сідарэвіч; р.1 марта 1948, д. Задубье, Ганцевичский район, Брестская область, Белоруссия) — белорусский публицист, литературный критик, историк. Бывший лидер Белорусской социал-демократической партии (Грамада).

## Биография
В 1977 году окончил Белорусский государственный университет. С 1981 года работал в газете «Літаратура і мастацтва», в 1987—1992 — в журнале «Крыніца», в 1992—1998 годах преподавал в Белорусском гуманитарном лицеи имени Якуба Коласа, с 1998 года преподавал в Белорусской академии искусств, Минском радиотехническом колледже, Международным государственном экологическом университете имени А. Д. Сахарова.
Является одним из инициаторов возрождения социал-демократического движения в Беларуси, является основателем и автором программных документов Белорусской социал-демократической Громады и Белорусской социал-демократической партии (Народная Громада).